# Yang Jinghui
Yang Jinghui (chinesisch 楊景輝, Pinyin Yáng Jǐnghuī; * 15. Mai 1983 in Guangzhou) ist ein ehemaliger chinesischer Wasserspringer. Er startete im 10-m-Turm- und Synchronspringen. Yang Jinghui wurde im Jahr 2004 Olympiasieger. Trainiert wurde er von Zhong Shaozhen.
Im Jahr 2004 gelang Yang Jinghui der Durchbruch in die Weltspitze. Er gewann mit Tian Liang beim Weltcup 2004 das 10-m-Synchronspringen. Das Duo nahm an den Olympischen Spielen 2004 in Athen teil und gewann im 10-m-Synchronspringen die Goldmedaille. Ein Jahr später gewann Yang Jinghui zudem bei der Weltmeisterschaft in Montreal im gleichen Wettbewerb mit Hu Jia Silber.
Yang Jinghui musste seine Karriere im Alter von nur 22 Jahren aus Verletzungsgründen beenden. Er begann anschließend an der Sun-Yat-sen-Universität ein Studium der Betriebswirtschaft.